# A Torchwood epizódjainak listája

Itt található a Torchwood című brit televíziós sorozat epizódlistája.

## 1. évad(2006)
| |                          |  |     |  |  |
| Cím | Első vetítés (BBC Three) |  | #   |  |  |
| |                          |  |     |  |  |
| Everything Changes | 2006. október 22.        |  | 101 |  |  |
| A változás kora |                          |  | 101 |  |  |
| Az walesi Cardiffban egy ismeretlen férfi vérbefagyva, holtan fekszik az esőben. A rendőrség helyszínelői Gwen Cooper rendőrnő vezetésével teszik a dolgukat, amikor egy négyfős csapat érkezik Jack Harkness kapitány vezetésével és felsőbb utasításra átveszik a terepet a rendőröktől. Egyikük egy különös fémkesztyűt húz a kezére és a halotthoz közelít vele, mire az kinyitja a szemét... Gwen rémülten távozik, de másnap szimatolni kezd Jack kapitány után, ami mind több furcsasághoz vezet, ráadásul Gwen egy sorozatgyilkosság szálai között találja magát... Kifélék a weevilek, akik a Cardiff alatti csatornákban élnek és a városon át húzódó téridő repedésen keresztül érkeztek?... Gwen ismerkedése a Torchwood 3 Központtal és furcsa ketyeréikkel... Gwen fejéből ugyan kitörlik az éjszakai emlékeket, de hiába, ösztöne visszaviszi a Központ felé... A Torchwood-csapat egyik tagjának, Suzie Castellonak az (ön)gyilkossága, a kesztyű, a penge és Jack kapitány titka... Gwen, az új csapattag. |                          |  |     |  |  |
| |                          |  |     |  |  |
| Day One | 2006. október 22.        |  | 102 |  |  |
| A szex ördöge |                          |  | 102 |  |  |
| Gwen éppen hazafelé tart este a barátjával, mikor egy lángoló meteor húz el a magasban és közel a városhoz lezuhan. Miközben a torchwoodi csapat vizsgálgatja, rózsaszín gázfelhő tör ki belőle... és a belvárosi éjszakában egy Carlys nevű leányzóba szívódik. Az idegent az orgazmuskor felszabaduló energia élteti, ami gyászos következményekkel jár arra, akit a megvadult lány elkap... Jack, Gwen és társai felkutatják a lányt, az pedig segítségért könyörög, amikor az eszénél van. Ha meg nincs, akkor egy kórházban a spermadonor férfiakra vadászik. Jack csak egy bűnügyet és egy elpusztítandó idegent lát az esetben, Gwen azonban a szerencsétlenül járt embert látja Carlysban és megpróbál akár saját maga feláldozásával is segíteni rajta... |                          |  |     |  |  |
| |                          |  |     |  |  |
| Ghost Machine | 2006. október 29.        |  | 103 |  |  |
| Szellemek tánca |                          |  | 103 |  |  |
| Műszereik jelzései alapján a torchwoodiak egy Bernie nevű fiú menekülés közben elvesztett dzsekijében egy furcsa kis földönkívüli készítésű ketyerét találnak. Mikor Gwen aktiválja, pár perces furcsa "testenkívüli" élménye lesz: változatlan helyszínen, de 1940 körüli időben egy elhagyott kisfiúval találkozik. Másnap Owen egy híd alatt próbálkozva egy fiatal lány 40 évvel korábbi meggyilkolásának lesz a szemtanúja. Gwen és Owen nem csak látta az eseményeket, hanem érezték is a "kísértetek" lelkivilágát. A torchwoodi csapat felkutatja Bernie-t és a ma már öreg gyilkost (aki akkor megúszta a dolgot). A fiúnál megtalálják az idegen készülék párját, ami viszont a közeljövőt mutatja meg... Kipróbálva mind a torchwoodiak, mind Bernie borzasztó dolgokat látnak saját magukról... halál, véres kés. Bár Jack kapitány azzal nyugtat mindenkit, hogy csak egy jövőt láttak a lehetségesek közül, a végkifejletet Gwen és társai sokáig nem felejtik el... A ketyere ott végzi, ahol megérdemli: mindörökre elzárva egy páncélszekrényben (a szerkentyűt az enyveskezű Bernie egyébként egy fészerben "találta" – csak találgatni lehet, hogy került oda. Valószínűleg akár az uszadékfa a tengeren, úgy sodródott át a cardiffi téridő repedésen.)                                                                                               |                          |  |     |  |  |
| |                          |  |     |  |  |
| Cyberwoman | 2006. november 5.        |  | 104 |  |  |
| A halál ölelése |                          |  | 104 |  |  |
| Torchwood központ legmélyén Ianto súlyos titkot rejteget, egy félig kiborggá alakított nőt, Lisát, még a londoni harcokból. Míg a csapat többi tagja egy étteremben szórakozik, Ianto a japán Dr. Tanizakival együtt magához téríti a lényt, hogy megpróbálják a szerencsétlent visszaalakítani. A jó szándék azonban élő rémálommá alakul. Mindenki élete halálos veszélybe kerül, mert a kibernőben feltör alkotóinak ösztöne s faját Torchwoodban akarná újjáéleszteni. Sajnos Ianto az ehhez szükséges berendezést is idementette... A harcot egy áramszünet nehezíti, nem bírnak a kibernővel, még a házi őshüllő, a pterodaktil sem, úgyhogy menekülniük kell. Ianto iszonyú dilemmában: vagy megöli valahogy a kibernőt, vagy őt öli meg Jack kapitány... A pizzafutár lány esete és a véresen horrorisztikus love story meglepő és halálos megoldása, akár egy Shakespeare dráma végén. |                          |  |     |  |  |
| |                          |  |     |  |  |
| Small Worlds | 2006. november 12.       |  | 105 |  |  |
| Tündérek háborúja |                          |  | 105 |  |  |
| Egy idős asszony, Estelle Cole éjjel az erdőben egy kőgyűrű fölött repkedő apró fénylő tündéreket fényképez... Gwennek több, mint furcsa, mikor később kiderül, hogy Estelle közeli barátja volt Jack kapitány apjának a II. világháború alatt. Jack szerint a tündérék az idő hajnaláról valók, de nem földönkívüliek - Estelle szerint jók, Jack szerint gonoszak... Egy 10 év körüli iskolás kislányt, Jasmine-t láthatatlan őrzők figyelik. Ha valaki bántani merészeli a kislányt, az hamarosan pórul jár... Több furcsa haláleset is előfordult a városban, az áldozatok megfulladtak, a szájuk vörös rózsaszirmokkal volt tele. Ezek látványa Jacket nagyon megrendíti, mert már látott ilyet valahol régen... 1909 India, 1940 London... A szálak a végén persze összefutnak, Jack múltja, Estelle, a búcsú könnycseppjei, miféle Kiválasztott is Jasmine, akit a hol tündér, hol szörny lények védelmeznek. |                          |  |     |  |  |
| |                          |  |     |  |  |
| Countrycide | 2006. november 19.       |  | 106 |  |  |
| A semmi közepe |                          |  | 106 |  |  |
| A torchwoodi csapat vidéki táborozást tart a walesi természet lágy ölén, hogy utána nézzen egy már 17 áldozattal és eltűnéssel járó titokzatos eseménynek. Bevezetésként a közeli erdőben egy megnyúzott és megcsonkított holttestre bukkannak, közben az autójukat elrabolják... a nyomok egy közeli kis faluba vezetnek. Az elhagyatott házakban véres hullák, a hűtőszekrényekben húsdarabok, belső szervek. A házak között titokzatos hangok, vértócsák... míg végül rátalálnak néhány rettegő, félőrült bezárkózott emberre. De az igazi rémálom akkor kezdődik, amikor ők maguk is csapdába esnek. Vajon az idáig érő cardiffi téridő repedésből mászott elő valami szörnyűség vagy néhány őrült helybéli van a rémálom mögött? |                          |  |     |  |  |
| |                          |  |     |  |  |
| Greeks Bearing Gifts | 2006. november 26.       |  | 107 |  |  |
| A bűn hangjai |                          |  | 107 |  |  |
| Toshiko egy fárasztó nap után – egy furcsán megsérült több száz éves csontvázat vizsgáltak éppen – betér egy bárba felhajtani egy italt, mikor egy nagyon helyes ismeretlen prosti lány ül le mellé. Furcsa módon minden tud Toshikoról. Beszédbe elegyednek és nemsokára a lány, Mary egy nyakéket ad Toshikonak. A nyakéket felcsatolva Toshiko döbbenten észleli, hogy hallja a közelben levők gondolatait. Mary vele kapcsolatos gondolatai nagyon felzaklatják. A különös barátság másnap folytatódik s a két lány a következő éjszakát már egy ágyban tölti... Toshiko nem állja meg, hogy a munkahelyén is fel ne csatolja a nyakéket, de munkatársai fejében hallgatózva csak még jobban kiborul. Kétségei vannak ezzel kapcsolatban, még azután is, hogy az utcán valaki gondolatait meghallva megakadályoz egy családi gyilkosságot... Mary nyugtatgatja, de ugyanakkor kéri, hogy vigye be a Torchwood központba. Kiféle lány Mary és miféle dolog az állítólagos régi családi ékszer? Mi a közös a régi csontvázban és több közelmúlti gyilkosságban? Miért akarja Mary mindenképpen megszerezni a csontváz mellett talált rozsdás valamit? |                          |  |     |  |  |
| |                          |  |     |  |  |
| They Keep Killing Suzie | 2006. december 3.        |  | 108 |  |  |
| A feltámadás napja |                          |  | 108 |  |  |
| Véres kettős gyilkossághoz hívják Jack kapitány csapatát, a falra vérrel van felmázolva, hogy TORCHWOOD. Egy másik helyszínen olyan anyag nyomaira bukkannak, amit csak ők használnak. Hogyan kerülhettek saját magukkal kapcsolatba? Kénytelen-kelletlen elő kell venniük a korábbról ismert, nem eföldi különleges kesztyűt, amivel egy percre feléleszthetik a halott áldozatokat. A kesztyű csak Gwen akaratának engedelmeskedik, csak ő tudja feléleszteni az áldozatokat. Több áttétel után kiderül, hogy korábban meghalt társukhoz, Suzie Castellohoz vezetnek a szálak. Suzie azóta is a hullakamrában fekszik, Gwen a kesztyűvel most őt is feléleszti. Suzie azonban nem hal meg ismét egy perc elteltével, sőt, egyre jobban magához tér. Ha azonban egy feltámasztottban egyre nő az életerő, akkor cserébe valaki másban egyre csökken... A kesztyű több annál, mint eredetileg gondolták... |                          |  |     |  |  |
| |                          |  |     |  |  |
| Random Shoes | 2006. december 10.       |  | 109 |  |  |
| Élet és halál titkai |                          |  | 109 |  |  |
| Eugen Jones arra ébred az országúton, hogy meghalt, elgázolták – holttestét éppen a torchwoodi csapat vizsgálja, őt magát pedig senki sem látja és át tud hatolni mások testén. Bár az evilágiak számára az ügy eléggé egyértelmű, Gwent valami nem hagyja nyugodni és nyomozni kezd az elhunyt fiú dolgai után. Elég kevés a támpontja, rendőr múltja és ösztöne (vagy Eugen mindig vele tartó szelleme?) azonban segít. A fiú mobiljában levő három utolsó fényképen cipők látszanak. Kiknek a lábát és miért fényképezte le néhány perccel a halála előtt? Mi lett azzal a furcsa műanyag műszemmel, amit Eugennek még iskoláskorában ajándékozott a természetrajz tanára? Miért akarta Eugen az interneten eladni a szemet, mint földönkívüli tárgyat? A megoldás persze az utolsó pillanatban érkezik, amikor Eugen részt vesz a saját temetésén... |                          |  |     |  |  |
| |                          |  |     |  |  |
| Out of Time | 2006. december 17.       |  | 110 |  |  |
| Az idő száműzöttei |                          |  | 110 |  |  |
| Egy régi repülőgép landol egy magánrepülőtéren három személlyel, a torchwoodi csapat már várja a gépet és a központba kíséri az utasokat. A gép 1953-ban indult és a téridő repedésen áthaladva félórával később 2006-ban landolt. A középkorú üzletember John, a fiatal hölgy Emma és a pilótanő Diana megrettenve veszi tudomásul a történteket s hogy nincs visszaút. A torchwoodiak segítenek nekik, ahol csak lehet – azonban a három "utasnak" nem csak a megváltozott utcák és a boltok forgataga, a szupermarketek árubősége, a pornóújságok és diszkók, a mai technika megemésztése jelent problémát, hanem a gyökeresen megváltozott emberi kapcsolatok, érzelmek világa is. Családjuk már nincs, gyerekeik már ismeretlen aggastyánok... Hova meneküljenek az időből kiszakadtak, miként oldja meg a három ember a sorsát? |                          |  |     |  |  |
| |                          |  |     |  |  |
| Combat | 2006. december 24.       |  | 111 |  |  |
| A vadak éjszakája |                          |  | 111 |  |  |
| Ismét egyre több árulkodó nyomot hagynak maguk után a Cardiffba beszivárgott idegen ragadozóemberek, a weevilek. Gyanús sebesültek a kórházakban... A sötét utcán néhány ember a torchwoodiak szeme láttára ejt fogságba és hurcol el egy weevilt. A furgont követve egy elhagyatott üres áruházba jutnak, ahol egy összemarcangolt emberre találnak, a mobilja még működik... Miért szűköl és jajong a torchwoodi börtöncella fogoly weevilje? Az áruház tulajdonosa, Mark Lynch irodájába és lakásába Owen mint üzletember jut be – miközben titkon szaglászik, meglepő dolgokra bukkan. Közben a csapat többi része a halott mobiljára érkezett SMS-ben levő címre indul... Miért gyűjtik be Lynch emberei a weevileket és hová hurcolják a szerencsétleneket? |                          |  |     |  |  |
| |                          |  |     |  |  |
| Captain Jack Harkness | 2007. január 1.          |  | 112 |  |  |
| A kapitány titka |                          |  | 112 |  |  |
| Jack kapitány és Toshiko egy régóta elhagyatott házat vizsgál át, amiben valaha egy mulató, táncterem működött, s most állítólag kísértetek járják: időnként 40-es évekbeli zene hallatszik ki. A lerobbant termekben járva ők is időnként rejtélyes halk zenét hallanak. Végül mikor kimennek az utcára, este van és 1941-ben találják magukat. A házba visszatérve zajlik a mulatozás, katonák és barátnőik táncolnak. Az egyik bemutatkozik Jacknek: Jack Harkness kapitány... Torchwood központban Ianto és Owen észreveszik, hogy társaik eltűntek. Közben Toshiko komputere jelez, hogy a cardiffi téridőrepedés aktivizálódott. A két fiú kapcsol – a mulató dolgai között kutakodva egy régi 1941-es fényképet találnak, amelyen Jack és Toshiko látható. Torchwoodban van egy tiltott szerkezet, amellyel a téridő repedést lehet manipulálni. Ezzel talán visszahozhatják a társaikat – de a működtetéshez a téridőmezőt leíró matematikai képletek kellenének, ezek egy része azonban Toshiko laptopjában van, az meg a lánnyal 1941-ben... Minderre Toshiko is rájön 65 évvel korábban. Hogy tudja visszajuttatni Toshiko a képletet 2006-ba? Mi köze lehet a történteknek a mulató gondnokához, Mr. Mangerhez, akivel Jack is találkozik 1941-ben és az épületben szaglászó Gwen is 2006-ban? Újabb titok Jack múltjában: ki a másik Jack Harkness kapitány? |                          |  |     |  |  |
| |                          |  |     |  |  |
| End of Days | 2007. január 1.          |  | 113 |  |  |
| A rés kapuja |                          |  | 113 |  |  |
| Vészhelyzet világszerte: római harcosok bukkannak fel Londonban, UFO a Tadzs Mahal fölött, bubópestisben szenvedő embereket visznek a kórházba... Jack szerint mindennek ők, pontosabban Owen az oka, mert manipulálta a téridő repedést, mikor visszahozta őket 1941-ből. Elhunyt rokonok, ismerősök árnyai jelennek meg a torchwoodiak előtt, kérlelve, hogy nyissák meg teljesen a repedést, ez helyrebillentené a dolgokat. Jack és Gwen a városban egy órásüzletben Mr. Mangerrel találkozik, akiről kiderül, hogy "úgy jár az időben, mint mások egyik szobából a másikba". Ő is a repedés kinyitását kéri, s rémes képeket mutat Gwennek a jövőből. Gwen megpróbálja megakadályozni az eljövendő eseményeket, de hiába... A torchwoodi csapat tagjai kérlelik Jacket, hogy járuljon hozzá a repedés nyitásához, de Jack a végsőkig ellenzi a dolgot, csapdát sejt... Végül a csapat erőszakhoz folyamodik és beindítja a folyamatot, ami a Torchwood központ megsemmisülésével is járhat... Az idő visszaugrik a helyes vágányba, de milyen áron... a feltámadó Abaddon... hogyan élheti túl a halhatatlan Jack kapitány?... És a befejezés... Jack arca felderül, mikor furcsa vonító, dübörgő hang támad a központ egyik zugában. Mire Gwen odarohan, Jack kapitánynak és az üvegben lebegő titokzatos levágott kéznek hűlt helye...                             |                          |  |     |  |  |
| |                          |  |     |  |  |

## 2. évad(2008)
| |                          |  |     |  |  |
| Cím | Első vetítés (BBC Three) |  | #   |  |  |
| |                          |  |     |  |  |
| Kiss Kiss, Bang Bang | 2008. január 16.         |  | 201 |  |  |
| Csók és bomba |                          |  | 201 |  |  |
| A torchwoodi csapat egy ördöghalnak becézett földönkívülit üldöz, el is kapják Jack Harkness kapitány segítségével, aki több hónapos titokzatos távollét után éppen a döntő pillanatban kerül elő. Közben a cardiffi téridő törésnél egy John Hart kapitány nevű ember bukkan fel. Jack kapitány hamarosan hologram üzenetet kap tőle, egy közeli bárba invitálja. Jack és John régi ismerősként, bár kissé szokatlan módon üdvözli egymást. Korábban társak voltak az Időügynökségnél. John elmondja, hogy három halálosan veszélyes sugárbombát keres, amiket valaki szétszórt a városban. A csapat párokra oszolva elindul megkeresni őket. Meg is találják, John kapitány azonban egymás után lefegyverzi a torchwoodiakat és magával viszi a három kis hengert. A bombák nem is bombák, John átvágta a társaságot, inkább valami kincskereső akció tartozékai, amik John megölt szeretőjétől származnak. A torchwoodiak azonban összeszedik magukat, lefegyverzik John kapitányt. A hengerekben... szóval Johnt is átvágta a néhai kedves és a társaságnak nem sok ideje marad a cselekvésre és menekülésre... |                          |  |     |  |  |
| |                          |  |     |  |  |
| Sleeper | 2008. január 23.         |  | 202 |  |  |
| Emlékezz Beth-re |                          |  | 202 |  |  |
| Egy fiatal nő, Beth éjszaka rémülten telefonál segítségért, mivel a lakásban betörők járnak. Mire a rendőrség odaér, csak a szablyával halálra szurkált betörőket találja, a rémült Bethet és sebesült barátját. Hamarosan a torchwoodiak veszik kézbe az ügyet. Jack meg van róla győződve, hogy a nő a tettes, bár az őszintén tagadja a dolgot. Torchwood pincebörtönében a weevil nyüszítve húzódik el Beth közeléből... Miért törik el az injekciós tű magától Berth karjánál? A nő fejére húzott "igazmondó" sisak hatására lassan kezdenek kiderülni a dolgok. Miféle "alvó ügynök" fészkelte be magát a nő és még néhány cardiffi ember testébe? |                          |  |     |  |  |
| |                          |  |     |  |  |
| To the Last Man | 2008. január 30.         |  | 203 |  |  |
| Az utolsó emberig |                          |  | 203 |  |  |
| Kísértetek egy kórházban? A cardiffi téridő törés egy megvonaglása ismét gubancot csinál: egy 1918-as kórház, tele I. világháborús sebesültekkel részben összekeveredik 21. századi és éppen bontásra váró saját magával. A kórházban fekvő Tommy Brockless közlegény is belekeveredik a dologba. A Torchwood intézet 1918-as emberei elviszik, 90 évig hibernálják, majd Jack kapitányék felélesztik. Tommy nem tudja, hogy őrá vár a feladat, hogy a repedés okozta kavart helyrehozza, különben óriási baj támadna. A dolog persze nem megy simán. Szerelmi románc... Visszaküldhetnek-e valakit a múltba, ha tudják, hogy a háborúban biztos halál vár rá? |                          |  |     |  |  |
| |                          |  |     |  |  |
| Meat | 2008. február 6.         |  | 204 |  |  |
| Idegen hús |                          |  | 204 |  |  |
| Gwen barátja, Rhys cégének egyik kamionja karambolozik. A helyszínelő torchwoodiak szerint a kamion gyanús húsokkal van tele. Rhys távolról megdöbbenve veszi észre Gwent a torchwoodi csapatban. Jack kapitány és csapata, valamint Rhys is a hús eredete iránt nyomoz, s egy elhagyott raktárban rá is bukkannak az illegális vágóhídra. Gwen és Rhys titokban kölcsönösen lefigyeli egymást, s otthon ki is tör a családi balhé, mivel Rhys eddig nem tudott Gwen titkos munkájáról a Torchwood Intézetben. A hús forrása... hát megint idecsöppentett valami különlegeset a cardiffi téridő repedés: egy folytonosan növekvő bálna méretű lény, amit persze a gonosz emberek élve farigcsálnak... |                          |  |     |  |  |
| |                          |  |     |  |  |
| Adam | 2008. február 13.        |  | 205 |  |  |
| Emlékvadászat |                          |  | 205 |  |  |
| Egy emberi alakot öltött idegen férkőzik be Torchwoodba: Adam. Meg tudja változtatni az emberek emlékeit, ezért a torchwoodi csapat azt hiszi, hogy már több éve dolgozik velük. Adam összekeveri a többiek emlékeit: Gwen vadidegenként viszonyul a vőlegényéhez, Owen szerelmet vall Toshikonak, ő viszont Adamba lesz szerelmes. Ianto azt hiszi magáról, hogy éjszakánként magányos nőket gyilkolt meg... Jack ugyan valahogy részben eszénél marad, és rájön Ádám ténykedésére, őt azonban gyerekkori emlékei kísértik, felelősnek érzi magát öccse, Gray haláláért. Valami "szörnyek" elől menekültek együtt, de az öccsét elragadták... Jack amnéziát előidéző tablettát ad társainak, hogy kigyógyuljanak. Ha azonban ő is beveszi a tablettát, egykori családjáról őrzött minden emlékét elveszti... és mi lesz Adammal? |                          |  |     |  |  |
| |                          |  |     |  |  |
| Reset | 2008. február 13.        |  | 206 |  |  |
| A csodatévő |                          |  | 206 |  |  |
| Különös gyilkosságok történnek, s a kivizsgálásukra Jack kapitány kérésére egy régi ismerős érkezik a Torchwood központba, Martha Jones – igen, a Doktor volt útitársa, de már mint a UNIT orvosi szakértője. Az egyik szerencsésen túlélő áldozat később Martha és Owen szemeláttára hal meg a kórházban, miközben különös valamik távoznak belőle... Az áldozatok egy részét korábban gyógyíthatatlan betegségből kúrálták ki egy orvosi kutatóintézetben. Ezen a nyomon elindulva Martha inkognitóban, mint hepatitiszben szenvedő beteg jelentkezik önkéntes kísérleti alanynak... A Reset nevű kísérleti gyógyeljárás földönkívüli parazitákon alapszik, amelyek azonban növekedésnek is indulhatnak az emberben... A torchwoodi csapat végül rendet rak a kutatóintézetben, de egy végzetes pisztolylövés leteríti Owent. |                          |  |     |  |  |
| |                          |  |     |  |  |
| Dead Man Walking | 2008. február 20.        |  | 207 |  |  |
| A 13. lélek |                          |  | 207 |  |  |
| Martha már éppen boncolni készül a halott Owent, mikor Jack elrohan és hamarosan a már korábbról megismert hírhedt feltámasztó fémkesztyűvel tér vissza. A kesztyű most is megteszi a magáét, és Owent feltámasztja, azonban nem csak pár percre, hanem véglegesen. Bár... Owennek időnként furcsa önkívületi állapotai vannak, érthetetlen nyelven beszél, mintha más valaki lenne. Kiderül, hogy testjének sejtjei lassan átalakulóban vannak. Mi történik, ha teljes lesz a folyamat? A fémkesztyű megelevenedik és Martha-ra ugrik, leszívja az életenergiáját... Owen szájából füstfelhő tör elő, majd az emberre emlékezető tömör füstgomoly egy kórház felé veszi az útját... Egy középkori legenda szerint a Halálnak 13 ember lelkét kell elfogyasztania, hogy ebben a világban maradhasson. Vajon megismétlődik-e a régi történet? Minden jó, ha a vége jó: Owen ugyan rendbejön, de azért halott marad. |                          |  |     |  |  |
| |                          |  |     |  |  |
| A Day in the Death | 2008. február 27.        |  | 208 |  |  |
| A halál egy napja |                          |  | 208 |  |  |
| Jack kapitány felmenti állásából a halott Owent, az orvosi teendőket Martha Jones veszi át. Owen csak afféle házőrző lesz és maximum kávét főz a többieknek. A napjai egyhangúak, hiszen mióta meghalt, még ennie és borotválkoznia sem kell. Toshiko egy nap különös energiaáramot észlel egy cardiffi ház fölött. Owen hamarosan ismét munkát kap: direkt előny, ha valaki már halott és egy veszélyes feladat során már nem árthat neki az áramütés és a hőérzékelők sem jelzik a jelenlétét... Owen végül egy földönkívüli ketyerére bukkan, amitől egy súlyosan beteg ember remél javulást, hiába. De vajon segíthet-e Owenen? |                          |  |     |  |  |
| |                          |  |     |  |  |
| Something Borrowed | 2008. március 5.         |  | 209 |  |  |
| Rémnász |                          |  | 209 |  |  |
| Gwen esküvője előtti napon a torchwoodi csapat egy alakváltó nosztrovitot üldöz. Mielőtt még megölnék, az alakváltó Gwen karjába harap. A sebesülés nem tűnik vészesnek, azonban mikor másnap, az esküvő reggelén Gwen felébred, rémülten látja, hogy óriási pocakja van, előrehaladott terhes. Rhys egyáltalán nincs elragadtatva a dologtól, de végül mégiscsak megtartják az esküvőt. A násznép és a szülők ugyancsak meglepődnek a dolgok állásán, de ami a nagyobb baj, az alakváltó párja is a násznép között van emberi alakban. Mindent elkövet, hogy Gwen közelébe férkőzzön, mert meg akarja szerezni a már érett utódot. Közben persze a torchwoodiak üldözőbe veszik, ő viszont az örömanyától Jack kapitányig többféle alakot is felvesz, hogy minél jobban összezavarja a dolgokat... |                          |  |     |  |  |
| |                          |  |     |  |  |
| From out of the Rain | 2008. március 12.        |  | 210 |  |  |
| Utolsó lehelet |                          |  | 210 |  |  |
| Cardiffban egy régi filmeket játszó mozi nyílik. A filmekbe azonban vetítés közben misztikus módon többször is bekeveredik egy jelenet, amelyen egy régi vándorcirkusz látszik. A moziban ülő Ianto tanúja lesz, hogy a cirkuszigazgató és egy "sellő" kiszabadulnak a filmből és önálló életre kelnek... A két cirkuszos ember(?), kísértet(?) az éjszakai várost járja és gyanútlan emberek utolsó lélegzetét egy palackba zárja. Az emberek ezután kómaszerű állapotba kerülnek. Hogyan tudja Jack kapitány csapata megsemmisíteni a megelevenedett filmfigurákat? |                          |  |     |  |  |
| |                          |  |     |  |  |
| Adrift | 2008. március 19.        |  | 211 |  |  |
| A sötét csillag szive |                          |  | 211 |  |  |
| Jonah Bevan hazafelé tart este, mikor házától nem messze egy fényfolt jelenik meg fölötte. A fiú nyomtalanul eltűnik, anyja és a rendőrség hét hónapja hiába keresi. Gwen rájön, hogy több hasonló eset is történt, Toshiko pedig észreveszi, hogy a cardiffi téridő repedés intenzitása az eltűnések idején pár pillanatig negatívba csapott át. A repedés eddig csak hozott dolgokat, most pedig vitt... Gwen nyomozásba kezdene, de Jack furcsamód ehhez nem járul hozzá. Vajon miért?... Kiderül, hogy az eltűntek nincsenek is messze a térben, de az időben... Milyen következményekkel jár, ha egy anya teenager fiát pár hónappal később 55 éves félőrültként látja viszont? |                          |  |     |  |  |
| |                          |  |     |  |  |
| Fragments | 2008. március 21.        |  | 212 |  |  |
| Elvarratlan szálak |                          |  | 212 |  |  |
| A torchwoodi csapat Gwen kivételével csapdába esik: egy elhagyott épület átkutatása közben bomba robban, s a törmelék mindenkit maga alá temet. Miközben Gwen és Rhys egymás után kiássa a többieket, visszaemlékezések révén megtudjuk, hogy miként kerültek Torchwoodhoz az emberek. Jack "1392 halállal korábban", kb. 100 éve csatlakozott Torchwood 3-hoz, eléggé viharos körülmények között, mivel az akkori két torchwoodos hölgy a Doktorhoz hasonló gyanús ellenségként kezelte a halhatatlan Jacket, s vagy 14-szer próbálták megölni. Jó pár évtized eltelt, mire Jack kapitány lett a főnök. Néhány évvel ezelőtt pedig Toshiko, Ianto és Owen csatlakozása sem volt sima ügy... Nyitott marad a kérdés, hogy ki csalta őket tőrbe az elhagyott épületben? |                          |  |     |  |  |
| |                          |  |     |  |  |
| Exit Wounds | 2008. április 4.         |  | 213 |  |  |
| Túl a kritikus ponton |                          |  | 213 |  |  |
| Miközben mindenki sikeresen kimászott a felrobbantott épületből, Toshiko a központból risztja őket, hogy a városban három helyen is aktivizálódott a téridő repedés. Háromfelé oszolnak, Jack a központba tart, ahol régi ismerős bukkan fel: John Hart kapitány. Néhány kedves üdvözlő szó után gépfegyversorozatot enged Jackbe... Cardiffban 15 helyen bomba robban, mindenki tehetetlenül nézi. A robbanás miatt a cardiffi nukleáris erőmű reaktora leolvadással fenyeget. Az utcákat weevilek lepik el. A torchwoodiak Jacket hívják, de hiába, úgyhogy megpróbálnak maguk úrrá lenni a pánikhelyzeten... Jack ie. 23-ban tér magához egy réten, valahol Cardiff eljövendő központjának a helyén. Kiderül, hogy John kapitány csak eszköz valaki kezében. Megjelenik Gray, Jack rég elveszettnek hitt öccse. Gray bosszút forral, amiért gyerekkorában John elhagyta... Hogyan kerül John végül 1901-be, az akkori Torchwood 3 központba? Nem minden jó, ha a vége jó: a torchwoodi csapat két társától, Toshikotól és Owentől is örök búcsut vesz...                                                         |                          |  |     |  |  |
| |                          |  |     |  |  |

## 3. évad(2009)
| |                        |  |     |  |  |
| Cím | Első vetítés (BBC One) |  | #   |  |  |
| |                        |  |     |  |  |
| Children of Earth, Day One | 2009. július 6.        |  | 301 |  |  |
| A Föld gyermekei, 1. nap |                        |  | 301 |  |  |
| 1965-ben Skóciában egy autóbusznyi kisiskolás gyerek egy kivételével eltűnik... 44 évvel később, az "első napon" reggel 8:40-kor a Föld minden gyereke megmerevedik pár percre. Néhány óra múlva ez megismétlődik, s az összes gyerek angolul percekig kántálja, hogy "jövünk vissza". A gyerekeken kívül csak egyetlen felnőtt, egy elmegyógyintézetben élő öregember, Clement viselkedik hasonlóan – ő volt az a gyerek, aki nem tűnt el az autóbuszról. Gwen tanuja az eseményeknek és azonnal nyomozásba kezd, felkeresi az öregembert, akiről kiderül, hogy telepatikus, s azonnal közli is Gwennel, hogy 3 hetes terhes... Közben a belügyminisztériumban is riadóhelyzet alakul ki a gyerekek miatt, azonban csakhamar kiderül, hogy valami nagyon nem stimmel: a brit kormány titokban már régen szövetséget kötött a "456" néven emlegetett földönkívüliekkel. A belügyi államtitkár, Mr Frobisher, a miniszterelnök, s még páran a legmagasabb szinten ismerik csak az ügyet. A múlt eltitkolása miatt utasítást adnak a titkosszolgálatnak a tanúk eltüntetésére. Több titkosügynök is Jack nyomában van, köztük egy orvos is, akit Jack éppen Owen helyére szemelt ki. Johnson ügynök vezetésével Jacket le is lövik, persze hiába, de amíg a kapitány eszméletlenül regenerálódik, egy bombát ültetnek a testébe, hogy majd Torchwood központba visszatérve felrobbanjon... |                        |  |     |  |  |
| |                        |  |     |  |  |
| Children of Earth, Day Two | 2009. július 7.        |  | 302 |  |  |
| A Föld gyermekei, 2. nap |                        |  | 302 |  |  |
| ...azonban pillanatokkal a robbanás előtt ez kiderül. Jack az utolsó másodpercben kimenekíti Gwent és Iantot. A hatalmas robbanás megsemmisíti Torchwood 3-at. Gwen és Ianto feltápászkodnak és menekülnek, mert egy különleges belügyi katonai alakulat vadászik rájuk. Gwen hazarohan a férjéért és együtt menekülnek egy kamionba bújva London felé. Ianto tőlük függetlenül szintúgy. Egyelőre fogalmuk sincs, miért vadászik rájuk a kormány. Jack maradványait Johnson utasítására összegyűjtik s egy titkos londoni börtönbe viszik. A maradványok lassan regenerálódni kezdenek, előbb a csontok, aztán a hús... végül Jack celláját betonnal feltöltik. A belügyi államtitkár mindenképpen el akarja hallgattatni a torchwoodiakat és még néhány embert, nehogy kiderüljön, hogy a kormány 40 évvel korábban lepaktált az idegenekkel. Gwen és Rhys, valamint Ianto egymástól függetlenül kinyomozza Jack hollétét, elrabolják a betonba fagyott testet s egy alkalmas helyen kiszabadítják... A torchwoodiak váratlan segítséget kapnak: Lois Habiba, az államtitkár egyik új titkárnője látja, hogy nincs minden rendben. Kicsit nyomoz Torchwood után, majd titokban találkozik Gwenékkel és elmondja, hogy az államtitkár adta ki a parancsot a megölésükre. Közben a belügyminisztériumba üzenet érkezik a 456-októl, utasítást adnak egy különleges gázkeverékkel töltött hatalmas üvegtartály elkészítésére, amelyben az idegenek képviselőjét fogadják majd... A világ összes gyereke ismét egyszerre kezd kántálni: "holnap érkezünk"... |                        |  |     |  |  |
| |                        |  |     |  |  |
| Children of Earth, Day Three | 2009. július 8.        |  | 303 |  |  |
| A Föld gyermekei, 3. nap |                        |  | 303 |  |  |
| A torchwoodi csapat illegalitásba kényszerül. Ianto elvezeti őket az egykori Torchwood 1 egy régi, használaton kívüli elfeledett raktárába, bár ott már inkább csak roncsok vannak. Bankkártyáikat, telefonjaikat nem használhatják, mert azonnal elárulná hollétüket a titkosszolgálatnak. Most jól jön Gwen rendőr múltja, sok olyan kétes alvilági módszert ismer, amivel segíteni tudnak magukon. Lopott kreditkártyák, lopott notebookok... úgyhogy ismét elérik központi adatbázisukat... Clementet is magukhoz veszik. Tűzoszlop csap le az égből, megérkezett a követ a tartályba, testét elfedi a gomolygó gáz. Mr. Frobiser tárgyal vele, s ráveszi, hogy összehívjanak egy tanácskozást a Föld legfőbb vezetőivel (ez Nagy-Britannia vezetőit, az USA megbízottját és a UNIT képviselőjét jelenti.) Gwen és Lois ismét találkoznak egy kávézóban. Gwen egy olyan speci kontaktlencsét ad a lánynak, amely mindent közvetít nekik, amit lát, s kétoldali kapcsolatban lehetnek. Így tanúi lehetnek a kormány és a 456-ok újabb tárgyalásának: az idegenek azt követelek, hogy adják át nekik ajándékba a Föld összes gyerekének 10%-át... Újabb váratlan fordulat történik: Clement felismeri Jacket. Jack volt az, aki 44 évvel ezelőtt 12 gyereket átadott az idegeneknek... |                        |  |     |  |  |
| |                        |  |     |  |  |
| Children of Earth, Day Four | 2009. július 9.        |  | 304 |  |  |
| A Föld gyermekei, 4. nap |                        |  | 304 |  |  |
| ...kényszerhelyzet miatt: a Földet az indonéziai influenza vírusa fenyegette, 25 millió potenciális halálesettel. A 456-ok a gyerekekért cserébe átadták az ellenszert. Most viszont visszatértek sokkal több gyerekért: a földi gyerekek szervezete egy olyan vegyi anyagot termel, ami a 456-ok számára egyfajta kábítószer. A kormány próbál alkudni, de hasztalan, a 456-ok az egész Föld kiirtásával fenyegetőznek. Lois Torchwood követeként felszólítja a tanácskozás tagjait: ha nem engedik Jacket beszélni a 456-okkal, az egész tárgyalás felvételét nyilvánosságra hozzák. A kormány enged, de egyúttal megpróbál ellentámadni. Sikerül kinyomozni Jack lányának és unokájának a hollétét és túszul ejtik őket. Jack és Ianto közli a 456-okkal, hogy egyetlenegy gyereket sem adnak át nekik. Azok válaszul szabadjára engedik a halálos vírust. A Thames House kapui, szobaajtói automatikusan lezáródnak, azonban így is sokan meghalnak. Ianto Jack karjaiban hal meg. A 456-tal való pszichikus kapcsolat miatt Clement is meghal, majd hamarosan Jack is... |                        |  |     |  |  |
| |                        |  |     |  |  |
| Children of Earth, Day Five | 2009. július 10.       |  | 305 |  |  |
| A Föld gyermekei, 5. nap |                        |  | 305 |  |  |
| ...de persze csak néhány percre. A miniszterelnök elrendeli a terv folytatását. A lakosságnak azt hazudják, hogy a gyerekek egy részét oltásra viszik, amely meggátolja majd az előző napi jelenséget, a valóságban azonban az idegeneknek akarják ajándékozni őket. A legfelsőbb vezetés gyerekei, unokái persze kivételek lennének. A miniszterelnök közli viszont Frobiserrel, hogy az ő lányait is elviszik, hogy a nép lássa, az eljárás biztonságos. Fribiser összerokkan, hazamegy és agyonlövi a családját és magát. A hadsereg elkezdi a gyerekeket összeszedni. Gwen és Rhys visszatérve Cardiffba Ianto nővérének gyerekeit próbálja elbújtatni. Jack rájön, hogy az idegenek érzékenyek a 456-os frekvenciára. Egyfajta negatív visszacsatolást épít fel, amihez egy gyerek kell, mint pszichikus rezonátor. Saját unokáját áldozza fel ehhez - az idegeneket így sikerül legyőzni, de az unokája halála árán. A miniszterelnök utólag másokra akarja kenni az egész ügyet, hogy mentse magát, de Frobiser titkárnője korábban megkapta Loistól a torchwoodi kontaktlencsét, s így a kormány és a miniszterelnök minden szavát rögzítette. Megérdemelt lebukás. Hat hónappal később Gwen és Rhys találkoznak a földkörüli utazásról visszatért Jackkel. Gwen visszaadja neki kézi időörvény manipulátorát (ami túlélte a központ felrobbantását), s bár kéri, hogy maradjon, Jack elteleportál valahová a messzi űrbe. |                        |  |     |  |  |
| |                        |  |     |  |  |

## 4. évadTorchwood: The Miracle Day(2011)
2009.-ben úgy nézett ki, hogy vége lesz a sorozatnak, de mégis lesz egy 4. évad. A széria egy hosszú történetből áll, ami 10 50 perces történetet jelent. A 4. évadot a BBC helyett a Starz gondozása alatt készül.
| |                       |  |     |  |  |
| Cím | Első vetítés (Starz ) |  | #   |  |  |
| |                       |  |     |  |  |
| The New World | 2011. július 8.       |  | 401 |  |  |
| Az Új Világ |                       |  | 401 |  |  |
| Egy Oswald Danes nevű pedofil és gyilkos, egykori tanár, kivégzése kudarba fullad... Rex Matheson CIA-ügynököt felhívja kollégája, Esther Drummond, hogy hallott-e már valamiféle "Torchwoodról"? Rex pillanatokkal később végzetes gépkocsibalesetet szenved – de nem hal meg, sőt már egy napja senki sem hal meg, se abban a kórházban, se máshol a világon. "Miracle day", a csoda napja, mondják világszerte. A CIA biztonsági rendszerén áthatolva megjelent egy "Torchwood" címet viselő üzenet, de mikor foglalkozni kezdenének vele, az üzenet és minden Torchwooddal foglalkozó file eltűnik, először vírusra gyanakodnak. A "csoda" miatt azonban hivatalból nem foglalkoznak az üggyel. Esthert viszont érdekelni a furcsa eset. Bár minden elektronikus fájl eltűnt, a CIA archívumában régi írott feljegyzésekre, újságkivágásokra és fényképekre bukkan, többek között Gwen és Jack Harknessére. Ezek böngészése közben egy ismeretlen férfi szólítja meg, hogy kövesse – Jack Harkness kapitány az. Pár perc múlva az archívumot egy öngyilkos merénylő felrobbantja, a robbanás kiveti mindkettőjüket az utcára, egy szökőkútba. Jack röviden elmeséli, mi is volt a Torchwood. Mivel Gwen az egyetlen életben maradt Torchwood tag, Jack érzi, hogy veszélyben van és Wales-be indul... |                       |  |     |  |  |
| |                       |  |     |  |  |
| Rendition | 2011. július 15.      |  | 402 |  |  |
| Feladás |                       |  | 402 |  |  |
| Londonban Rex vezényletével Gwent és Jacket megbilincselve felhurcolják egy különrepülőgépre, hogy az USA-ba szállítsák. Rex Jacktől elveszi még a csuklójára erősített vortex manipulátorát is. Gwen a gépen szemrehányást tesz Jacknek, hogy ha ő felbukkan, ott mindig valami rossz történik. Rex és Jack beszélgetését egy CIA alkalmazott hölgy egy szomszéd ülésről kihallgatja és továbbítja a CIA központ analízis osztálya főnökének, Mr. Friedkinnek. Az egyszavas válasz: "Remove" - "Eltávolítani". Közben a Rexnél levő manipulátoron valami villogni kezd. "Alacsony a vérszérum nátrium szintje" – mondja Jack. Rex gyorsan telefonál Dr. Juareznek, aki megerősíti, hogy ez igaz lehet. Rex tisztelete nőni kezd Jackék irányában. A CIA központban közben Esther felajánlja szolgálatait Mr. Friedkinnek elmondván, hogy Rexszel már nemhivatalosan beleástak magukat a Torchwood dolgokba, szívesen segítene. Friedkin komoran veszi tudomásul és intézkedni kezd... |                       |  |     |  |  |
| |                       |  |     |  |  |

További részek (zárójelben az amerikai (eredeti) bemutató napja):
- 3. rész: Dead of Night (2011. július 22.)
- 4. rész: Escape to L.A. (2011. július 29.)
- 5. rész: The Categories of Life (2011. augusztus 5.)
- 6. rész: The Middle Men (2011. augusztus 12.)
- 7. rész: Immortal Sins (2011. augusztus 19.)
- 8. rész: End of the Road (2011. augusztus 26.)
- 9. rész: The Gathering (2011. szeptember 2.)
- 10. rész: The Blood Line (2011. szeptember 9.)

## Külső hivatkozások
- Teljes Torchwood epizódlista (IMDb) (angol nyelven)
- A leírások többségének eredeti helye (magyar nyelven)